# (3271) Ul
(3271) Ul est un astéroïde Amor découvert le 14 septembre 1982 par l'astronome allemand Hans-Emil Schuster à l'observatoire de La Silla situé au Chili. Sa désignation provisoire était 1982 RB. Il porte le nom de l'esprit de la nuit et de la Lune dans la mythologie Ni-Vanuatu.
Sa distance minimale d'intersection de l'orbite terrestre est de 0,278305 ua.